# Dorcadion ossae
Dorcadion ossae là một loài bọ cánh cứng trong họ Cerambycidae.